# Franz Michael Felder
Franz Michael Felder  est un écrivain et paysan autrichien né le 13 mai 1839 à Schoppernau, Vorarlberg, mort le 26 avril 1869.
Franz Michael Felder est né dans une pauvre famille de paysans dont il n'a pas voulu se séparer par solidarité. Autodidacte, il a découvert seul la grande littérature allemande et est devenu écrivain. Son livre le plus connu est son autobiographie, Scènes de ma vie. Il a continué à s'occuper de la ferme familiale. Il a créé une coopérative agricole et ouvrière. Il est mort de la tuberculose à 29 ans.
Franz Michael Felder sera le grand-père du théologien Franz Michel Willam

## Jugements surScènes de ma vie
« L'histoire, véridique, d'un individu — d'une conscience, d'une volonté — qui, très jeune, s'éprouva comme différent de ceux qui l'entouraient. Et qui, une fois dressé le constat de son étrangeté, voire de son incongruité, de son incapacité à se fondre dans "le cours impitoyable et régulier" des choses, choisit d'assumer cette singularité, en dépit des objections et des interdits ». (Nathalie Crom, Télérama)